# Aligátorfélék
Az aligátorfélék (Alligatoridae) a hüllők (Reptilia vagy Sauropsida) osztályába és a krokodilok (Crocodilia) rendjébe tartozó család.

## Rendszerezés
A családba az alábbi alcsaládok, nemek és fajok tartoznak.

### Aligátorformák
Az aligátorformák (Alligatorinae) alcsaládjába 1 nem tartozik:
- Alligator (Cuvier, 1807) – 2 faj
  - mississippi aligátor (Alligator mississippiensis)
  - kínai aligátor (Alligator sinensis)

### Kajmánformák
A  kajmánformák (Caimaninae) alcsaládjába 3 nem tartozik:
- Caiman Spix, 1825 – 3 faj
  - pápaszemes kajmán (Caiman crocodilus)
  - Sakáre-kajmán (Caiman latirostris)
  - yacare kajmán (Caiman yacare)

- Melanosuchus Gray, 1862 – 1 faj
  - fekete kajmán (Melanosuchus niger)

- Paleosuchus Gray, 1862 – 2 faj
  - Cuvier-törpekajmán (Paleosuchus palpebrosus)
  - Schneider-törpekajmán (Paleosuchus trigonatus)